# Hyper Coaster

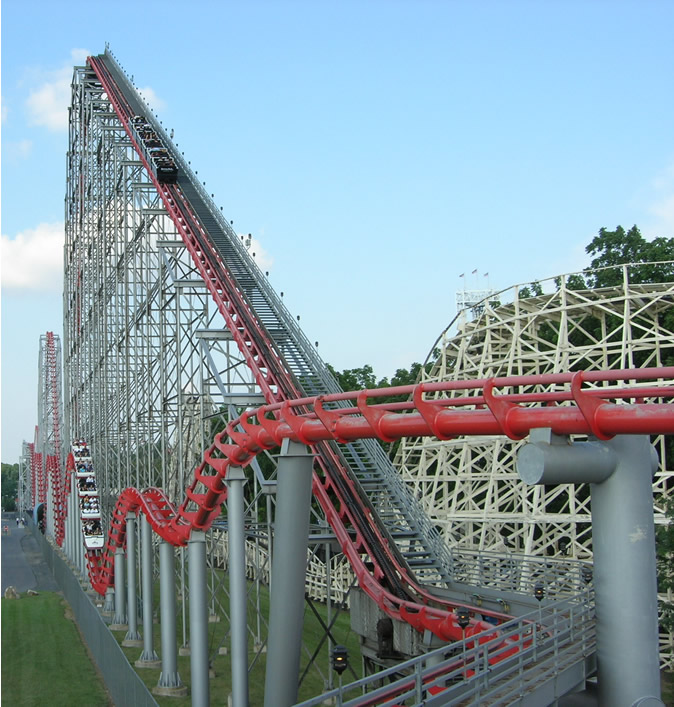
Hyper Coaster Steel Force

Hyper Coaster wird eine Achterbahn ab einer Höhe von 61 Meter (200 Fuß), aber unter 91 Meter (300 Fuß) genannt; Dabei bestimmt meist der Lifthill oder ein sogenannter Top-Hat den höchsten Punkt der Strecke. Höhere Bahnen werden Giga- oder Stratacoaster genannt. Typisch ist, dass es bei einem Hyper Coaster häufig keine Inversionen gibt. 

## Geschichte
Der weltweit erste Hyper Coaster war Magnum XL-200 von Cedar Point, der am 6. Mai 1989 eröffnet wurde und 8 Millionen US-Dollar kostete. Die Bahn erreicht eine Höhe von 63 Meter und eine maximale Geschwindigkeit von 116 km/h. Auf der 1556 Meter langen Strecke gibt es drei Tunnel.

## Beschreibung
Hyper Coaster wurden ursprünglich wegen der Geschwindigkeit und der Airtime gebaut, um dem Trend immer größerer Achterbahnen mit Inversionen entgegenzuwirken. Um diese Elemente zu erreichen, haben Hyper Coaster oft einen ersten großen First Drop, viele in der Folge kleinere Airtime-Hügel und eine große Helix als Wende. Viele derartige Achterbahnen werden mit einem „Hin-und-zurück-Layout“ (Out-and-back-Layout) entworfen.
Hyper Coaster wurden erstmals von Arrow Dynamics in den späten 1980er Jahren bis Anfang der 1990er Jahre hergestellt. Seitdem haben eine Reihe von Herstellern, einschließlich Bolliger & Mabillard, Intamin, Chance Morgan, Giovanola und andere, Hyper Coaster entworfen und gebaut.
Der einzige Hyper Coaster aus Holz war Son of Beast in Kings Island. Son of Beast war die höchste und schnellste Holzachterbahn der Welt. 2009 fand die letzte Fahrt auf der Bahn statt, 2012 wurde sie vollständig demontiert.